# AN/SQS-17
AN/SQS-17は、アメリカ合衆国のEDO社が開発した軍用ソナー。13キロヘルツ級の中周波を使用するスキャニング・ソナーであり、主に小型戦闘艦に搭載された。また、改良型のAN/SQS-36、AN/SQS-38、可変深度ソナー版のAN/SQS-35も本項目で扱う。

## 概要
SQS-17では、TR-166送受波器が100インチ (250 cm)のドームに収容されており、送信出力は134デシベル、動作モードは全方向送信（ODT）のみであった。これは1954年より就役し、173フィート型駆潜艇などに搭載されたQCU型ソナーを代替するものとして配備されたほか、アメリカ沿岸警備隊のリライアンス級カッターなどにも搭載された。フランスでもライセンス生産され、近代ソナーの生産についての貴重な経験を提供した。またその後、1966年の契約に基づいて、待ち受け受信に対応したSQS-36も開発された。
EDO社ではSQS-36とともに、その可変深度ソナー版というべきEDO 700を開発しており、その派生型はSQS-35として採用された。これは日本電気により、SQS-35(J)としてライセンス生産された。また探信儀仕様に国内改良したSQS-36D(J)も開発された。なおEDO社自身が開発したSQS-35と同等性能の探信儀はSQS-38と称されている。
| 制式名     | 送受波器 | 送受波器素材              | 周波数 [kHz] | 直径×高さ [cm] |
| ---------- | -------- | ------------------------- | ------------ | -------------- |
| AN/SQS-17  | TR-166   | リン酸二水素 アンモニウム | 12-14        | 48×90.8        |
| AN/SQS-17A | TR-196   | リン酸二水素 アンモニウム | 12-14        | 48×97          |
| AN/SQS-36  | TR-204   | チタン酸バリウム          | 13.0         | 48×90.8        |
| AN/SQS-38  | TR-229   | チタン酸バリウム          | 11.9-14.1    | 50×74          |
| AN/SQS-35  | TR-229   | チタン酸バリウム          | 11.9-14.1    | 50×74          |

## 採用国と搭載艦
アメリカ海軍/ アメリカ沿岸警備隊
- 173フィート型駆潜艇（SQS-17）
- リライアンス級カッター（SQS-17）
- ハミルトン級カッター（SQS-36→SQS-38）

 海上自衛隊
- 護衛艦「いしかり」（SQS-36D(J)）
- ゆうばり型護衛艦（SQS-36D(J)）
- うずしお型潜水艦（SQS-36(J)）
- ゆうしお型潜水艦（SQS-36(J)）
- 潜水艦救難母艦「ちよだ」（SQS-36D(J)）
- 潜水艦救難艦「ちはや」（SQS-36D(J)）

 イタリア海軍
- ピエトロ・ディ・クリストファロ級コルベット（SQS-36）
- カノーポ級フリゲート（SQS-36; 後日装備）

 ウルグアイ海軍
- コマンダン・リヴィエル級フリゲート（旧フランス海軍艦）

 トルコ海軍
- PGM-71級駆潜艇（SQS-17）

 フィリピン海軍
- 「ラジャ・フマボン」

 フランス海軍
- コマンダン・リヴィエル級フリゲート（SQS-17）
- ウラガン級揚陸艦

 ポルトガル海軍
- ジョアン・ベーロ級フリゲート